# SN 1994ai
SN 1994ai – supernowa typu Ic odkryta 20 grudnia 1994 roku w galaktyce NGC 908. W momencie odkrycia miała maksymalną jasność 17,00m.